# جيفري فنسنت باريس
جيفري فنسنت باريس (بالإنجليزية: Jeffrey Vincent Parise)‏ هو رسام وممثل أمريكي، ولد في 8 يوليو 1974 في الولايات المتحدة.

## أعمال

### أفلام
- (2016) حب الساحرة

### مسلسلات
- التحويلة

## وصلات خارجية
- جيفري فنسنت باريس على موقع IMDb (الإنجليزية)
- جيفري فنسنت باريس على موقع قاعدة بيانات الأفلام العربية
- جيفري فنسنت باريس على موقع ألو سيني (الفرنسية)
- جيفري فنسنت باريس على موقع أول موفي (الإنجليزية)
- جيفري فنسنت باريس على موقع قاعدة بيانات الأفلام السويدية (السويدية)
- جيفري فنسنت باريس على موقع قاعدة بيانات الفيلم (الإنجليزية)
- جيفري فنسنت باريس على موقع كينوبويسك (الروسية)